# Ptycza
Ptycza (ukr. Птича) – wieś na Ukrainie w rejonie dubieńskim obwodu rówieńskiego.
Prywatne miasto szlacheckie, położone w województwie wołyńskim, w 1739 roku należało wraz z folwarkiem do klucza Ptycza Lubomirskich.
Znajduje się tu przystanek kolejowy Ptycza, położony na linii Lwów – Zdołbunów.